# اليوم الوطني لفيتنام
اليوم الوطني للفيتنام أو العيد الوطني للفيتنام، (بالفيتنامية: Ngày Quốc Khánh) وهو يوم عطلة وطنية ورسمية في فيتنام من يوم 2 سبتمبر من كل سنة، الموافق لذكرى إعلان استقلال الفيتنام عن الاحتلال الفرنسي في ال 2 من شتنبر 1945.

## لمحة تاريخية
تآكل استقلال فيتنام تدريجيا عندما أقدمت فرنسا على سلسلة من الغزوات العسكرية المتتالية منذ عام 1859 حتى عام 1885م، عندما أصبحت البلاد كلها جزءا من مستعمرة الهند الصينية الفرنسية.
بعد الغزو العسكري فرضت الإدارة الفرنسية تغييرات سياسية وثقافية هامة في المجتمع الفيتنامي على غرار النظام الحديث في الدول الغربية، وطورت نظام التعليم وراجت الديانة المسيحية بشكل واسع في المجتمع الفيتنامي. وتركز معظم المستوطنين الفرنسيين في الهند الصينية في «كوجين جينا» (الثلث الجنوبي من فيتنام وكانت مدينته الرئيسية هي سايغون) وطورت الإدارة الفرنسية مايسمى باقتصاد المزارع (بالإنجليزية plantation economy) لتشجيع الصادرات من التبغ والشاي والقهوة، وتجاهلت دعوات متزايدة من أجل الحكم الذاتي والحقوق المدنية. ثم سرعان ماظهرت الحركة السياسية الوطنية، بقيادة فان بوي تشاو وفان تشو ترينه وفان دنه فونج، أما الإمبراطور «هام نجهى» وهو تشي منه فكانا الداعين إلى الاستقلال. ومع ذلك ظلت فرنسا مهيمنة على تلك المستعمرات حتى الحرب العالمية الثانية، عندما أدت حرب اليابان للسيطرة على المحيط الهادي إلى غزو الهند الصينية الفرنسية سنة 1941. وسبق ذلك إنشاء إدارة فيشي الفرنسية، وهي دولة صورية كانت في يد ألمانيا النازية حليفة إمبراطورية اليابان واستغلت الموارد الطبيعية في فيتنام لأغراض الامبراطورية اليابانية في الحملات العسكرية في المستعمرات البريطانية في الهند الصينية من بورما، وشبه جزيرة «الملايو» والهند.

## الاستقلال
بعد انتهاء الحرب العالمية الثانية وهزيمة اليابان، تم إعلان استقلال جمهورية فيتنام الديمقراطية من فرنسا في ايلول/سبتمبر 1945، وبذلك تكون الفيتنام أول جمهورية تعلن استقلالها عن الإستعمار في جنوب شرق آسيا.
في السادس من يناير عام 1946، عقد أول اقتراع للانتخابات العامة لانتخاب الجمعية الوطنية، الهيئة العليا للسلطة في فيتنام الجديدة.
في نوفمبر 1946، اعتمدت الجمعية الوطنية أول دستور للجمهورية.
الدستور أشار بوضوح إلى أن «فيتنام، وهي كتلة متجانسة وغير قابلة للتجزئة، بل هي جمهورية ديمقراطية؛ السلطة ملك للشعب الفيتنامى كله بغض النظر عن العرق والجنس والملكية، والطبقة الاجتماعية والدين». 
المادة 4 من الدستور تنص على أن الدور القيادي للحزب الشيوعى الفيتنامى. يضمن الدستور لجميع المواطنين الحقوق الأساسية مثل حرية التعبير والصحافة والتجمع والتظاهر وتكوين الجمعيات، والمعتقد والدين وغير المعتقد والمساواة في الحقوق بين الرجل والمرأة، والحق في التعليم والرعاية الصحية، والحق في العمل، والحق في بناء المنازل، وحرية القيام بأعمال تجارية.

## وصلات خارجية
- (بالإنجليزية) بوابة حكومة فيتنام
- فيتنام في استطلاع مصور من مجلة العربي